# 塞萨洛尼基犹太博物馆

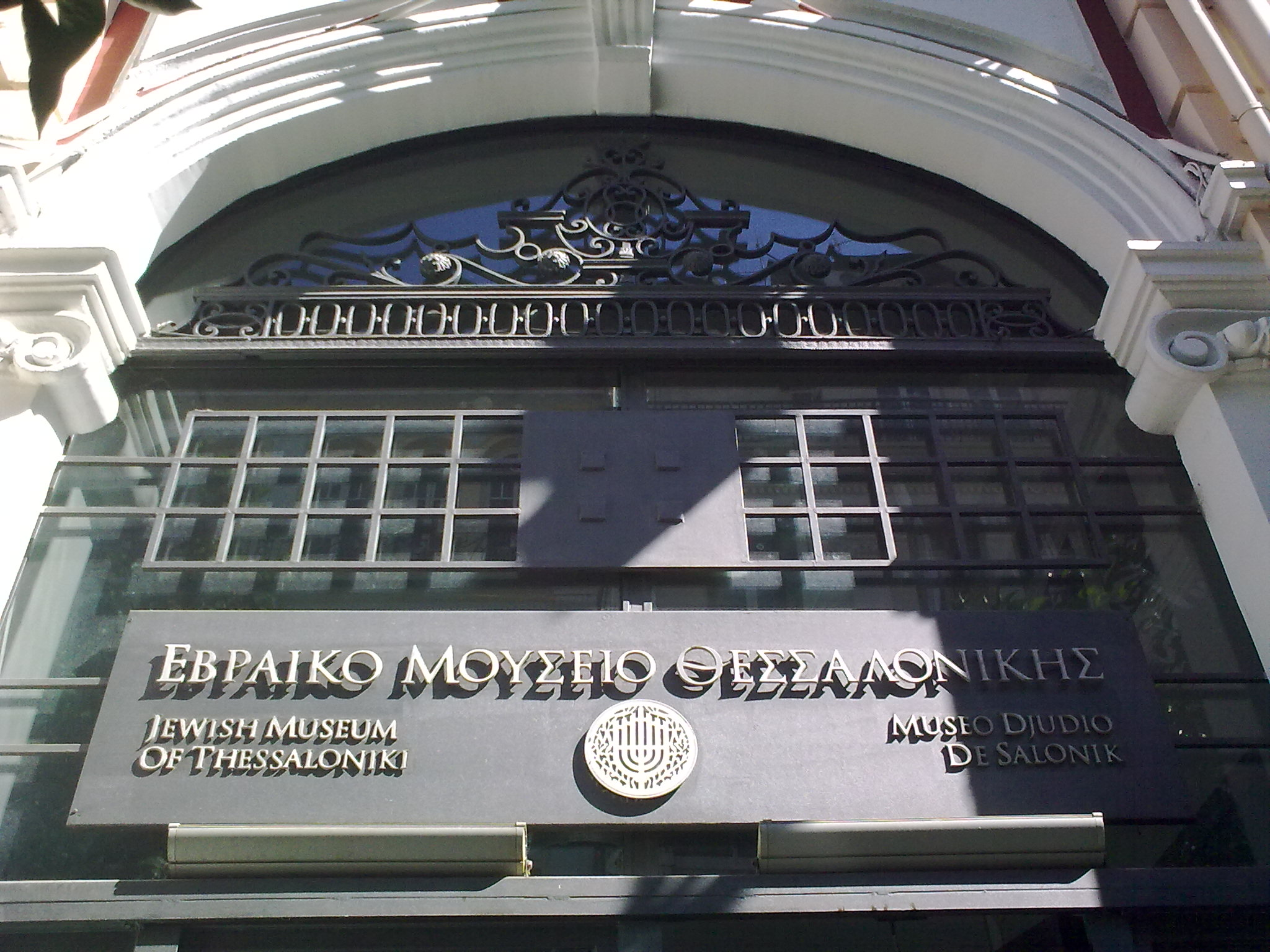

40°38′6.97″N 22°56′23.27″E / 40.6352694°N 22.9397972°E
塞萨洛尼基犹太博物馆（希臘語：Εβραϊκό Μουσείο Θεσσαλονίκης，拉迪诺语：Museo Djidio De Salonik）是希腊中马其顿塞萨洛尼基的一个博物馆，介绍塞萨洛尼基从公元前3世纪，直到第二次世界大战的犹太人历史，特别是塞法迪犹太人的历史，以及犹太人的生活。其中一个重点是关于二战期间納粹德國佔領軍对希臘犹太人的大屠杀，塞萨洛尼基有大约49,000名犹太人被送到奥斯威辛等集中营，其中大部分都死在那里。设于一座建于1904年的新古典主义建筑内，由意大利建筑师维塔利亚诺·波塞利设计。
塞萨洛尼基犹太博物馆成立于2001年5月13日，由文化部长埃万耶洛斯·维尼泽洛斯揭幕。
从2009年9月到2010年6月，有4000余人参观了博物馆，主要是来自世界各地的犹太人。

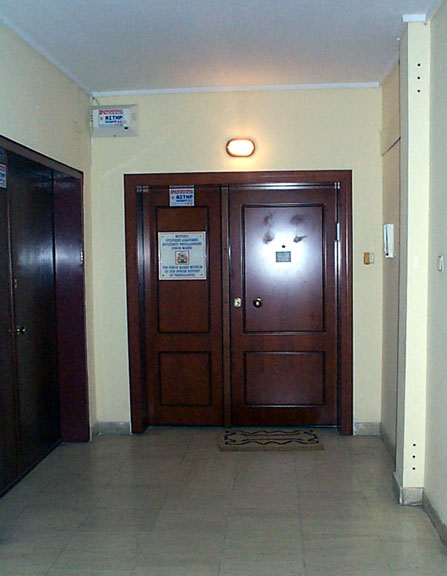
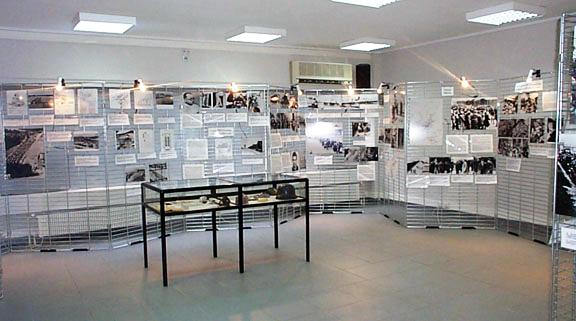
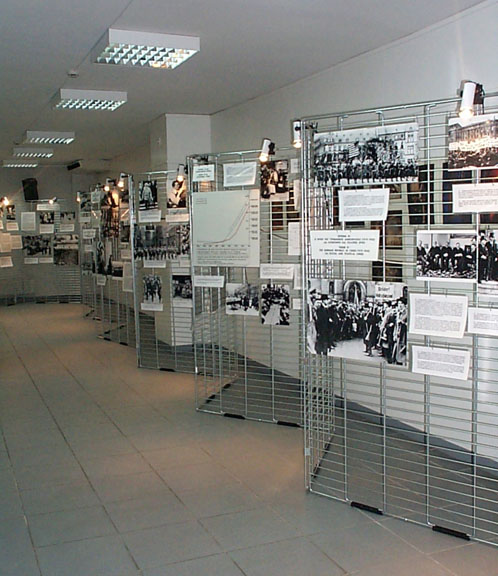
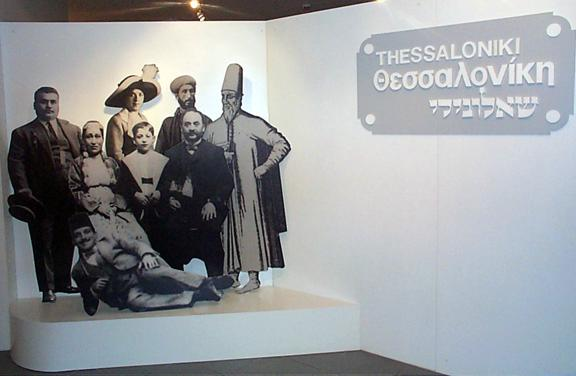
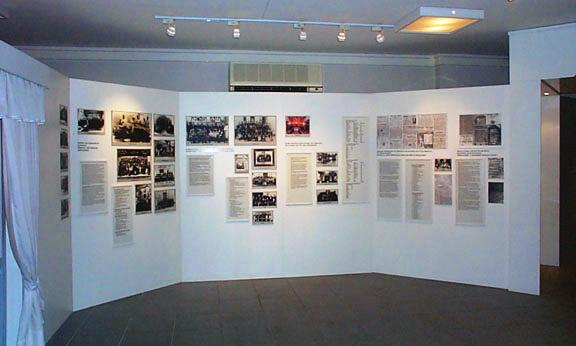